# Susan G. Finley
Pour les articles homonymes, voir Finley.
Susan G. « Sue » Finley est une ingénieure système et calculatrice humaine américaine née en Californie.

## Biographie
Elle est employée du Jet Propulsion Laboratory (JPL) de la National Aeronautics and Space Administration (Nasa) depuis janvier 1958,. Le service est composé uniquement de femmes appelées "ordinateurs humains", pour deux raisons, les hommes n'auraient pas accepté de travailler sous les ordres de la cheffe de service, les salaires des femmes sont moindres. Leurs calculs ont contribué aux programmes spatiaux des États-Unis.
Deux jours avant le lancement d'Explorer 1, Susan Finley commence sa carrière au laboratoire en tant que calculatrice humaine, calculant manuellement les trajectoires de lancement des fusées,.
De 1963 à 1969, elle s'arrête de travailler pour élever ses enfants. Quand elle reprend son activité au sein du laboratoire, les ordinateurs ont remplacé les cerveaux humains. Sue Finley apprend à coder avec le langage Fortran.
Elle est chargée d'élaborer le système de télétransmission des sons et des images le 21 juillet 1969, lorsque Buzz Aldrin et Neil Armstrong atterrissent sur la lune.
C'est elle qui imagine et une solution pour la sonde Galileo. Au moment de quitter la Terre, une des antennes ne s'ouvre pas. Les signaux envoyés par la sonde sont trop faibles pour être reçus. Sue Finley modifie le programme des antennes terrestres de la Nasa afin que les signaux de Galileo puissent être perçus.
En 2016, elle est ingénieure système pour le Deep Space Network (DSN). En 2019, elle comptabilise 58 années au service de la Nasa.